# Harpechloa capensis
Harpechloa capensis là một loài thực vật có hoa trong họ Hòa thảo. Loài này được Kunth mô tả khoa học đầu tiên.